# Iszlai Zoltán
Iszlai Zoltán (Szeged, 1933. november 7. – 2022. december 20.) József Attila-díjas magyar költő, író, műkritikus, könyvtáros.

## Élete
Szülei Iszlai István és Hámori Adél voltak. 1957-ben végzett az Eötvös Loránd Tudományegyetem Bölcsészettudományi Kar könyvtár szakán. 1957–1959 között Egerben és Debrecenben könyvtárosként dolgozott. 1959–1961 között az Országos Széchényi Könyvtárban a Magyar Nemzeti Bibliográfia segédszerkesztője volt. 1964–1968 között az Új Könyvek munkatársa, 1968–1972 között felelős szerkesztője volt. 1972-től az Élet és Irodalom rovatvezetője volt. 1984–1990 között a Film Színház Muzsika főszerkesztőjeként tevékenykedett. 1997–2000 között a Magyar Közlekedés olvasószerkesztője volt.

## Költészete
Lírája változatos, a verselési bravúroktól az „antilíráig” sokféle verstípust írt. Szemlélete összetett, a realizmus és a nonszensz, a ráció és a kihívó értelmetlenség, formakultúra és formatörés egyszerre jellemzi. Pontatlan időjelzés (1986) című kötetében csak azokat a verseit vette fel, amelyeket szigorú rostálás után változhatatlannak talált. Gyermekprózája is népszerű. Novellákat, szatirikus kisregényeket (A Pityu kihajózása, 1981; Az iram, 1983) is írt. Irodalmi riportkönyve a katonákról szól: Emberek angyalbőrben (1985). Rendszeresen közölt műbírálatokat: A valóság közelében (1983), Gyerünk a moziba be (1987).

## Magánélete
1957–1986 között Merkovszky Erzsébet volt a felesége. Egy lányuk született; Iszlai Eszter (1966). 1987 óta Pongor Márta volt a párja.

## Művei
- Lármafa (vers, 1970)
- Csiripszótár (karcolatok, 1972)
- Kérdéses epizódok (elbeszélés, 1973)
- Amíg vagyunk (vers, 1975)
- Kompánia (elbeszélés, 1976)
- Tabularáza (elbeszélés, 1977)
- Csirip jelenti (ifjúsági regény, 1978)
- Manóalagút. Hosszúmese; Móra, Budapest, 1979
- A Pityu kihajózása (regény, 1981)
- Az iram (elbeszélés, kisregény, 1983)
- A valóság közelében. Egy évtized magyar prózái (műbírálatok, 1983)
- Apa, anya meg a tanya (ifjúsági regény, 1984)
- Emberek angyalbőrben. Irodalmi riportok békés katonákról; Zrínyi, Budapest, 1985 (Sorkatonák kiskönyvtára)
- Pontatlan időjelzés (vers, 1986)
- Makutyi dumák. Bemondások és viccek (1986)
- "...Gyerünk a moziba be!". Szórakoztató mozgóképvilág; ILK, Budapest, 1987
- Így néztem a moziban (karcolatok, 1987)
- Sziklás Madonnák (elbeszélések és hangjátékok, 1987)
- A fehér asztaltól a sárga földig. Nevető gasztronómia (1987)
- Boldogság, végünk van! Özvegyi lelkiállapot; General Press, Budapest, 1992 (General Press kiskönyvtár)
- Olvastam és lőttem. Badar sajtó, 1991-1993. Új makutyi dumák; szerzői, Budapest, 1994 (Z-füzetek)
- (A) semmi komoly (gyorsregénykék, 1995)
- Sarolta köztünk járt. Családkönyv háromszékiekről (2000)
- Ütődöttek. Humorba áztatva; Kairosz, Szentendre, 2001
- Felfordulás. Költemények és játékok; Littera Nova, Budapest, 2001 (Új versek)
- Hóbucka és Nettó, a láthatatlan oroszlán (2005)
- A leányzó fekvése. Tünetmentes Dekameron; Hét Krajcár, Budapest, 2006
- Görögpótló. Antik téglák; Kairosz, Budapest, 2008
- A balatoni bálna; Littera Nova, Budapest, 2011 (Sophie könyvek)

## Díjai, elismerései
- Szocialista Kultúráért (1968)
- A Magyar Honvédség és a Magyar Írószövetség nívódíja (1976, 1996, 1997)
- A Zrínyi Könyvkiadó Nívódíja (1981)
- József Attila-díj (1982)
- Kiváló Munkáért (1983)
- Aranytoll (2003)